# 阿帕兰战役
阿帕兰战役（罗马化：Bash Abarani chakatamart）是第一次世界大战的高加索战役的一部分。于1918年5月发生在阿帕兰镇附近。
土耳其军队于1918年5月15日发动了对东亚美尼亚的进攻并占领了亚历山大波尔（现久姆里），向埃里温挺进。共13000人的奥斯曼军队（包括超过10000名士兵和3000多人的库尔德，土耳其土匪）在抵达阿帕兰地区时遭遇了当地守军的枪击。在人数远少于奥斯曼军队的情况下，亚美尼亚军队取得了阿帕兰战斗的胜利，歼灭了超3000人的奥斯曼部队。亚美尼亚人接连在阿帕兰，萨尔达拉巴德，瓦纳佐尔赢得的胜利阻止了奥斯曼帝国对东亚美尼亚的进军，使得短暂的亚美尼亚第一共和国得以建立，对后世亚美尼亚历史产生了深远影响。

## 战斗过程
5月15日，奥斯曼土耳其军队占领了久姆里，北侧的奥斯曼军队也毫无阻碍地进入了斯皮塔克并夺取了其周边的村庄。随后奥斯曼军队转向阿帕兰方向继续前进。亚美尼亚民族议会下令守住阿帕兰，并在5月20日完成了撤离民众的行动。5月22日，奥斯曼先头部队抵达阿帕兰，当地的亚美尼亚守军此时已有3500人，但他们装备极其落后，仅有两挺机枪且没有炮兵。受到意料之外的袭击之后，奥斯曼先头部队撤退，并准备在5月23日黎明发动总攻。
5月23日，战斗打响。奥斯曼军队用炮兵和机枪压制住了阿帕兰地区的民兵，由于伤亡惨重，亚美尼亚民兵在阿尔森·萨姆索诺维奇·特尔·波戈西扬指挥下撤退到第二防线。阿帕兰周围与阿塔什拉克的民兵也在当地汇合，守军人数达到5000人。5月24日，奥斯曼军队没能突破第二道防线。亚美尼亚正规军也抵达了战场，将守军人数增加至7000人。
5月25日，奥斯曼军队同时在萨尔达拉巴德，阿帕兰和瓦纳佐尔发起了总攻，但又一次无功而返。当日中午奥斯曼军队试图通过萨拉兰村东部的卡萨赫河，但亚美尼亚正规军的火力压制让他们无法渡河。下午奥斯曼部队一度突破阿拉加茨山脚下的亚美尼亚防线，但他们被亚美尼亚部队反包围并歼灭。仅5月25日一天，奥斯曼军就损失了1000多人。至5月26日，奥斯曼人仍无法突破防线，而亚美尼亚正规军的炮兵团已经抵达。
5月27日，随着亚美尼亚军队数量达到9000人，奥斯曼部队开始放弃其原先占领的尼加万，梅利基尤格两村，撤退到附近的高地。5月28日亚美尼亚宣布独立后，亚美尼亚军队士气大振。他们在德拉斯塔玛特·卡纳扬的带领下发动了全面反攻，进攻直到夜间仍未停止。最终，5月29日，未能撤出的残余奥斯曼部队因伤亡过大竖起白旗，宣布投降。

## 引用
1. ↑  Hohanissian, Richard G. (1997) The Armenian People from Ancient to Modern Times. New York. St. Martin's Press, 299
2. ↑  Walker, Christopher (1980). ARMENIA: The Survival of a Nation. New York: St. Martin's Press. p. 254. ISBN 0-7099-0210-7.
3. ↑  William Edward David Allen, Paul Muratoff, Caucasian Battlefields: A History of the Wars on the Turco-Caucasian Border 1828–1921, Cambridge University Press, 2011, ISBN 978-1-108-01335-2, p. 476.
4. ↑  Yalçın Murgul, "Baku Expedition of 1917–1918: A Study of the Ottoman Policy towards the Caucasus", Master's Thesis, 2007, Department of History Bilkent University, p. 55.

- Տիգրան Հայազն, Ապարանի հերոսամարտը, Երևան, 2005 թ., 54 էջ /տպագրվել է հերոսամարտի ապարանցի 1074 մասնակցի անուն, լուսանկարներ/։ ՏԱրխիվացված 2016-03-04  Wayback Machine /։ նաև՝ http։//www.yerablur.am/postimages/aparan.pdf Արխիվացված 2012-01-25  Wayback Machine
- Տիգրան Հայազն, Խենթերը։ Մի տոհմի պատմության հետքերը /Արսեն Տեր-Պողոսյանի տոհմի մասին/, Երևան, 2008 թ., 48 էջ։
- Տիգրան Պետրոսյանց, "Փառահեղ հաղթանակ"։ Ապարանի հերոսամարտի 90-ամյակը։ "Հայաստանի Հանրապետություն" օրաթերթ, 13.05.2008 թ., էջ 3։ /Տես էլեկտրոնային տարբերակը՝ http։//hhpress.am/index.php?sub=hodv&hodv=20080513_2&flag=am։
- Համլետ Գևորգյան, Սեդրակ Ջալալյան։ Գործը և հուշերը։ Երևան, 2011 թ., 240 էջ։ Խմբագիր՝ Տիգրան Պետրոսյանց: